# Rens Blom
Rens Blom, född 1 mars 1977 i Munstergeleen är en nederländsk friidrottare som tävlar i stavhopp.
Bloms genombrott kom när han blev bronsmedaljör vid EM-inomhus 2000 efter att ha klarat 5,60. Samma år deltog han vid Olympiska sommarspelen i Sydney men klarade inte kvalificeringshöjden för att få delta i finalen.
Vid VM 2001 tog han sig vidare till finalen men väl där klarade inte av ingångshöjden 5,50 och slutade sist i finalen. Även EM 2002 misslyckades han att ta sig vidare till finalen.
VM-inomhus 2003 blev ytterligare en framgång och med ett hopp på 5,75 blev han bronsmedaljör. Däremot blev utomhus-VM i Paris ett misslyckande och han tog sig inte vidare till finalen.
Under 2004 hoppade han 5,81 vid en tävling i Zaragoza vilket är både personligt rekord och nederländsk rekord i stavhopp. Han tog sig samma år även vidare till final vid Olympiska sommarspelen i Aten där han slutade nia efter att ha klarat 5,65.
Under VM 2005 blev han överraskande världsmästare i stavhopp efter att ha klarat 5,80. Höjden var för övrigt den lägsta någon vunnit det manliga stavhoppet på sedan Sergej Bubka vann sitt första VM-guld 1983 på 5,70.
Efter framgången har han haft problem med skador och deltog varken vid EM 2006, VM 2007 eller Olympiska sommarspelen 2008.

## Personliga rekord
- Stavhopp - 5,81